# 神庭の滝
神庭の滝（かんばのたき）は、岡山県真庭市神庭にある滝。国の名勝に指定されており（指定名称は「神庭瀑」）、日本百景、日本の滝百選にも選定されている。また周辺は湯原奥津県立自然公園に指定されている。

## 概要
旭川の支流で星山 (1,030m) を源流とする神庭川水域にある。
落差は110メートルで西日本最大級。上部に落差の小さい滝がある段瀑である。しかし上段部は登らないと目にすることは出来ない。秋には紅葉が美しい。
周囲の地質は石灰岩で、近くに「鬼の穴」という鍾乳洞も見られる。
駐車場があり、遊歩道が整備されており徒歩約5分程度で滝下に着く。遊歩道脇には「玉垂の滝」があり苔の間より川に幾筋もの水が滴っている。駐車場下には「滔々の滝」もある。周辺には餌付けされた野生のニホンザルが生息している。
入場料：大人300円、小中学生150円（2012年現在）

## 神庭の滝の恋物語

### 恋と幸せをかなえる八十慈（やそじ）伝説
高田城（勝山城）を築いた前三浦の殿様・三浦貞宗（みうらさだむね）に照姫という姫がいた。15歳の照姫は幼少のころから病弱であり、医者から余命1、2年と宣告されていた。とある秋の一日、最後の思い出に神庭の滝の紅葉を見せてやりたいと思った乳母（うば）は、照姫を連れて滝見物に行こうとしていた道中、清海という20歳の修行僧に会った。そこで照姫の病気のことを聞いた清海は、照姫の病気を治そうと寺に代々受け継がれていた秘法の薬草・霊芝（れいし）を渡し、二人は次に会った時、一緒に薬草採りへ行くことを約束した。その後、乳母の手引きで照姫は清海の元へ何度も訪れた。いつしか照姫は、天真爛漫で無骨な外見だが純粋で心やさしい清海に惹かれ、また清海も照姫に恋心を抱いていった。しかし、二人は身分の違いから一緒になることはできないと分かっていた。晩秋のとある一日、照姫は自分の愛を確かめるために『源氏物語』の一節を清海に聞かせた。それは、光源氏の父・桐壺帝と恋人の桐壺更衣（きりつぼのこうい）との最期の死別の場面であり、そこには、死が迫っている中でもまだ生きることに執着して、桐壺帝との愛を貫きたいという桐壺更衣の想いが歌にぶつけられていた。照姫は自分の気持ちを桐壺更衣の心境に重ね合わせ「このような身分を超え、一緒に死を持つほどの愛を貫くことができるか」と清海に問うと、清海は「わしでよければお供をする」と答えたので、二人は心中をし、あの世で一緒になることを約束した。翌年の春、事件は起きた。その日は、清海の案内で乳母と照姫は滝の上を訪れていた。昼食を食べながら話をしていると、照姫が突然和歌（桐壺更衣が病死前に桐壺帝に送った人生最後の歌)を詠みはじめた。その歌には、愛する人と一緒に生きたいという意味が込められており、照姫は清海に向けて詠んでいた。その歌を聞いた清海は、いよいよ心中の時が来たと自身の心に言い聞かせていた。和歌を詠み終えた後、照姫は乳母と清海に別れを告げ、滝に向かって走って行った。一瞬の間だったので、乳母と清海は驚き、同時に声をあげた。清海は照姫の後を追い、照姫をしっかりと抱きしめ、腰ひもを照姫の帯にしっかりと結んだ。二人は乳母に一礼をした後、目と目を合わせて神庭の滝壺に身を投げた。しかしその時、一条の光がさし込み、二人は気づくと、不思議にも柔らかな手に抱えられ、岸にやさしく寝かされていた。その後、照姫は霊芝で病気を治し、清海と二人で幸せに暮らしたと語り伝えられている。

### 八十慈像の伝承
照姫と清海が身を投げた時、清海の瞼に一条の光を放つ慈しみに満ちた仏像が浮かんだ。清海がその仏像の姿を思い出すままに彫り刻んだものが「八十慈像」である。現在では「八十慈像」は恋の願いを叶え、病気平癒をもたらしてくれる仏様として人々に信仰されている。「八十慈像」のような恋愛を司り、恋を叶える縁結びの仏様は珍しく、全国どこにもないといわれている。願い事の方法は、願い事を書いた絵馬を持って願い事を唱えながら「八十慈像」の周囲を三回まわるだけである。そうすれば、人々の思いを見届けた「八十慈像」が願いを叶えてくれるといわれている。恋人募集中の人や、恋に悩む人、病気の人も慈しみに満ちた「八十慈様」に願い事を頼んでみなされ。

## アクセス
- JR中国勝山駅よりタクシーにて約10分。

## 周辺情報
- 勝山町並み保存地区
- 湯原温泉